# 阿尔塔高勒
阿尔塔高勒也作珠力根郭勒、阿达跟髙勒，位于中华人民共和国内蒙古自治区锡林郭勒盟东乌珠穆沁旗西部的一条内陆河，发源于塔班杭盖乌拉，自河源东北流，至绥和查干边防检查站折向东，于布郎哈布其勒（山）折向东南，于楠音塔拉右纳其都林高勒后再次向东流，于阿日浩来农场汇入伊和吉林郭勒。河长84.8千米，流域面积1444.17平方千米，河道平均比降为5.61‰。全河从乌兰哈布其勒至呼勒嘎金陶勒盖有间歇水，其余均为干河，下游河床不明显。流域内有宝力格油田。